# Institut de recherche en informatique et systèmes aléatoires
L'IRISA (Institut de recherche en informatique et systèmes aléatoires) est une unité mixte de recherche (UMR 6074) en informatique. Fondé en 1975, le laboratoire est aujourd'hui l'un des plus grands laboratoires de recherche français (+ de 850 personnes) dans le domaine de l'informatique et des nouvelles technologies de l'information.
Structuré en sept départements scientifiques, le laboratoire constitue un pôle de recherche d'excellence avec des priorités scientifiques telles que : la bio-informatique, la sécurité des systèmes, les nouvelles architectures logicielles, la réalité virtuelle, l’analyse des masses de données et l’intelligence artificielle.
Implanté à Rennes, Lannion et Vannes, l’IRISA est au cœur d’un écosystème régional riche en recherche et en innovation et se positionne comme la référence en France avec une expertise reconnue à l’international au travers de nombreux contrats européens et de collaborations scientifiques internationales.
Tourné vers le futur de la science informatique et forcément axé vers l’international, l’IRISA se veut au cœur de la transition numérique de la société et de l’innovation au service de la cybersécurité, la santé, l’environnement et l’écologie, les transports, la robotique, l’énergie, la culture et l'intelligence artificielle.

## Présentation

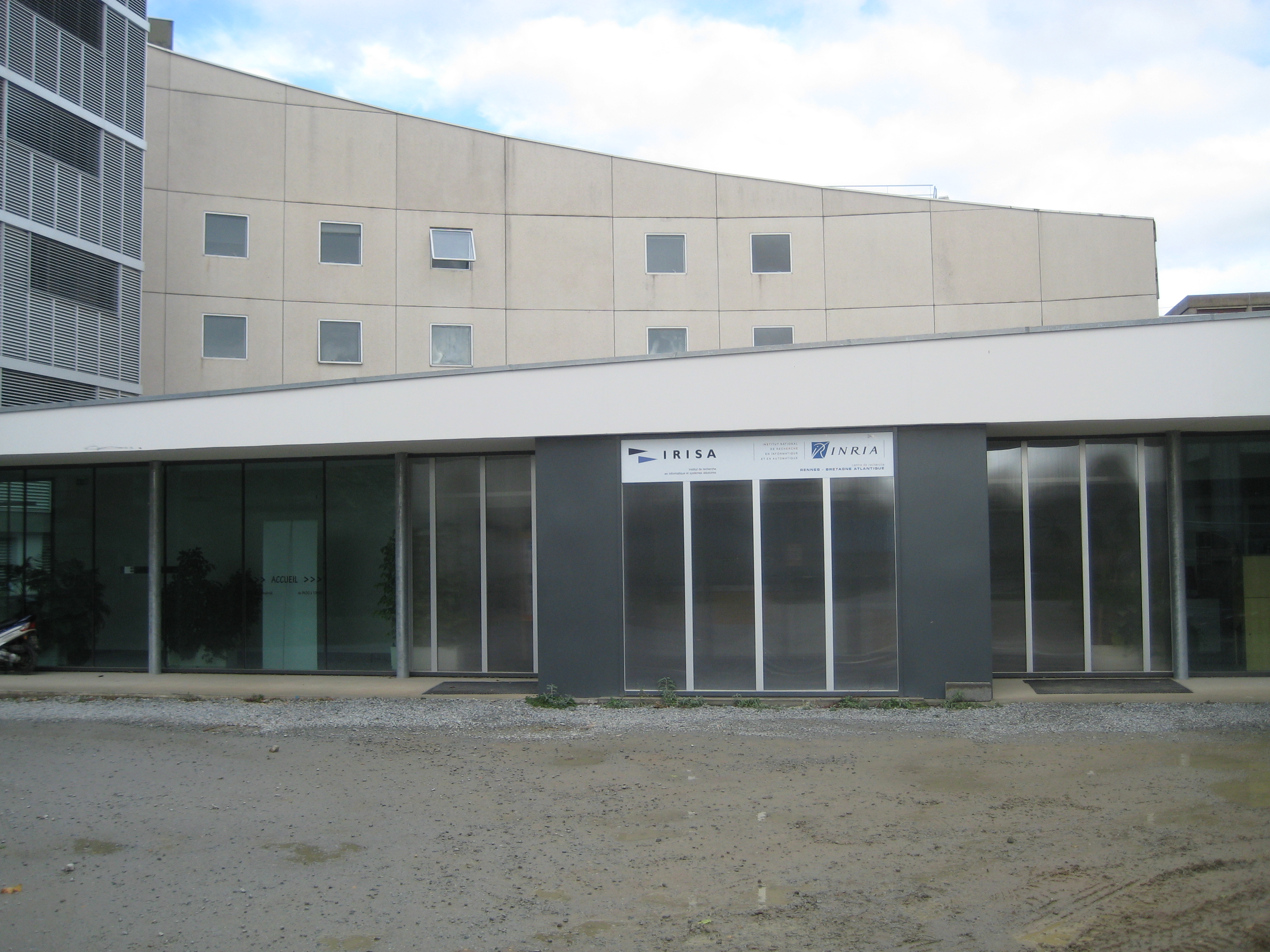
Le bâtiment de l'IRISA sur le campus de Rennes.

L’IRISA est issu d'une volonté de collaboration entre neuf établissements tutelles pluridisciplinaires : CentraleSupélec, CNRS, ENS Rennes, IMT Atlantique, Inria, INSA Rennes, Inserm, Université Bretagne Sud, et Université de Rennes.
De cette pluridisciplinarité nait une force pour la recherche fondamentale et appliquée, la formation, les échanges avec d’autres disciplines, les transferts de savoir-faire et de technologie, et la médiation scientifique.
L’IRISA est associé à Inria à travers un nombre important d’équipes communes au sein du centre Inria Rennes-Bretagne Atlantique, et bénéficie également d'une équipe commune avec l’INSERM (Empenn ERL U1228). Elle travaille avec d'autres universités internationales tel que l’université de Keio au Japon. L'IRISA héberge en partie le centre Inria de l’université de Rennes.
Les thématiques de recherche de l'IRISA explorent les sciences du numérique au service de la santé, l’environnement, les transports, le multimédia, l’industrie. C'est un des premiers pôles de recherche français dans ce domaine.
En 2016, l'IRISA comprend environ 750 personnes (chercheurs, doctorants, ingénieurs, techniciens et administratifs) et 41 équipes de recherche.
En 2018, le laboratoire via son directeur Jean-Marc Jézéquel proteste contre les mesures de protection des recherches des laboratoires publics imposées par le gouvernement français, qui sont considérées comme inadaptées.

## Thèmes de recherche
Les thèmes de recherche de l'IRISA couvrent tout le champ de l'informatique, de l'architecture des ordinateurs à l'intelligence artificielle. Certains de ces thèmes sont en lien avec des acteurs locaux, par exemple la DGA Maîtrise de l'information et le symposium sur la sécurité des technologies de l'information et des communications pour la sécurité informatique, ou le pôle de compétitivité Images et Réseaux pour les thèmes sur l'imagerie numérique, la réalité virtuelle et les télécommunications.
- Systèmes large échelle
- Réseaux, télécommunication et services
- Traitement du signal, imagerie numérique, langage
- Architecture des ordinateurs
- Langage et génie logiciel
- Réalité virtuelle, Humains virtuels, interactions et robotique
- Gestion des données et de la connaissance

## Directeurs
- Jean-Marc Jézéquel (2011 — 2020)[6]
- Guillaume Gravier (2021 — …)[6]

## Chercheurs notables
- Sandrine Blazy, médaille d'argent du CNRS en 2023
- Anne-Marie Kermarrec
- Michel Raynal
- Christine Guillemot
- Jean-Marc Jézéquel